# Catamayo
Catamayo è una parrocchia urbana dell'Ecuador, capoluogo dell'omonimo cantone, nella provincia di Loja.